# 国際応用地質学会
国際応用地質学会（こくさいおうようちしつがくかい、英: International Association of Engineering Geologists and the Environment、略称: IAEG）は、1964年に創立された国際学会である。国際地質科学連合 (IUGS) と提携し、59以上の国の組織と、5,200人以上の会員がいる。応用地質学の活動や研究、教育を支援し、研究結果の収集を目的としている。

## 出版物
シュプリンガー・サイエンス・アンド・ビジネス・メディアと共同で学会誌 Bulletin of Engineering Geology and the Environment を発行している。

## 表彰

### ハンス・クロース・メダル (Hans-Cloos Medal)
応用地質学の分野の優れた論文や活動に授与する。
- 1977年 - Quido Záruba（チェコスロバキア）
- 1978年 - Léon Calembert（ベルギー）
- 1980年 - Marcel Arnould（フランス）
- 1982年 - Richard Wolters（ドイツ）
- 1984年 - レオポルド・ミュラー（Leopold Müller、オーストリア）
- 1986年 - Evguenii M. Sergeev（ロシア）
- 1989年 - David J. Varnes（アメリカ合衆国）
- 1990年 - William R. Dearman（イギリス）
- 1992年 - Michael Langer（ドイツ）
- 1994年 - William R. Judd（アメリカ合衆国）
- 1996年 - Ricardo Oliveira（ポルトガル）
- 1998年 - Owen L. White（カナダ）
- 2000年 - Paul G. Marinos（ギリシア）
- 2002年 - Sir John Knill（イギリス）
- 2004年 - Prof. Ing Vincenzo Cotecchia（イタリア）
- 2006年 - Dr. Robert L. Schuster（アメリカ合衆国）
- 2008年 - Wang Sijing（中華人民共和国）
- 2010年 - Martin Culshaw (イギリス)
- 2012年 - Victor Osipov (ロシア)
- 2014年 - Roger Cojean (フランス)

### Richard-Wolters 賞 (Richard Wolters' prize)
40歳以下の若手研究者を表彰する。
- 1988年 - Kiril Anguelov（ブルガリア）
- 1992年 - Lorenz Dobereiner（ブラジル）、Honorary mention : Sarra Pistone（アルゼンチン）
- 1996年 - Cees J. van Westen（オランダ）、Honorary mention : Huang Runqiu（中華人民共和国）
- 1998年 - Qin Siqing（中華人民共和国）
- 2000年 - Jian Zhao（シンガポール）
- 2002年 - Atiye Tugrul（トルコ）
- 2004年 - Dr. Hyeong-Dong Park（大韓民国）
- 2006年 - Dr. Yanjun Shang（中華人民共和国）
- 2008年 - Dr. Marcus Scholz（ドイツ）